# Кльоба Тарас Львович
Тарас Львович Кльоба (нар. 27 лютого 1991, у місті Дрогобич, Львівської обл.) – український фахівець у сфері великих даних, аналітики та хмарних технологій. Він є співзасновником спільноти PostgreSQL Ukraine та активно займається розвитком ІТ-спільноти в Україні, є лідером команди, яка двічі перемагала на TIDE NATO Hackathon у 2023 та 2024 роках та був відзначений звання Microsoft Most Valuable Professional. Тарас є доктором філософії, отримав статус "Кращий професіонал у програмній архітектурі 2019" від IT Ukraine, активно займається волонтерською діяльністю та виховує трьох доньок разом з дружиною.

## До життєпису
- У 2018 році співзаснував українську ІТ-спільноту "PostgreSQL Ukraine" та обіймає посаду директора громадської організації «ПОСТГРЕС УКРАЇНА».
- У 2019 році був визнаний найкращим Software Architect на Ukrainian IT Awards 2019.[1]
- У 2021 році успішно захистив дисертацію та отримав науковий ступінь доктора філософії.
- У 2022 році очолив команду, яка здобула перемогу на національному оборонному хакатоні (який організовувало РНБО спільно із партнерами). Команда посіла перше місце у технічному напрямку в категорії приватних розробників, змагаючись з 41 командою та близько 300 учасниками. [2]
- У 2023 році очолив переможну українську команду на хакатоні TIDE NATO у Варшаві, де вони розробили "Аналітичну панель для інтероперабельності". [3][4][5]
- У 2023 році на конференції НАТО TIDE Sprint у Ліллехаммері, Норвегія, Тарас Кльоба разом із своєю командою представили переможне рішення з NATO TIDE Hackathon 2023, розроблене під час хакатону у Варшаві. Це рішення має на меті надати для Командування ОЗС НАТО з питань трансформації та НАТО аналітичний дашборд для відстеження ефективності проведених CWIX подій.[6]
- У 2024 році під керівництвом Тараса команда Valkyrie-1 та Valkyrie-2 стали переможцями та отримали Гранд-прі на хакатоні TIDE NATO Hackathon у Амстердамі.[7][8][9]
- У 2024 році на TIDE Sprint у Берліні Тарас Кльоба виступив з презентаціями, де розглянув різні аспекти використання технологій у військовій сфері. На TIDE Talks він представив доповідь про рішення, розроблене під час TIDE NATO Hackathon в Амстердамі. На медичному треку Тарас поділився досвідом розробки інноваційних медичних рішень, а у секції Data & AI розповів про застосування PostgreSQL для вирішення геоаналітичних задач.[10]